# Liste de companii
Acesta este un index al articolelor de listă legate de companii pe Wikipedia.

## Companii după țări
- Listă de companii din Statele Unite ale Americii
- Listă de companii din Belgia
- Listă de companii din Marea Britanie
- Listă de companii din China
- Listă de companii din Coreea de Sud
- Listă de companii din Estonia
- Listă de companii din Elveția
- Listă de companii din Finlanda
- Listă de companii din Franța
- Listă de companii din Germania
- Listă de companii din Grecia
- Listă de companii din Italia
- Listă de companii din Japonia
- Listă de companii din Ungaria
- Listă de companii din Republica Moldova
- Listă de companii din Țările de Jos
- Listă de companii din Polonia
- Listă de companii din România
- Listă de companii din Rusia
- Listă de companii din Slovenia
- Listă de companii din Spania
- Listă de companii din Suedia

## Topuri de companii
- Fortune 500
- Fortune 1000
- Fortune Global 500

- Forbes 500
- Forbes Global 2000

- Financial Times Global 500

## Indici bursieri
- FTSE 100
- FTSE 250
- Dow Jones Industrial Average
- CAC 40
- DAX 30
- BET 10 - Indicele Bursei de Valori București
- NASDAQ 100
- Nikkei 225
- S&P 500

## Alte liste de companii
- Listă de burse
- Listă de companii de consultanță financiară și audit
- Listă de companii producătoare de electrocasnice
- Listă de companii de private equity
- Listă de companii feroviare europene